# Amphiroa cryptarthrodia
Amphiroa cryptarthrodia Zanardini, 1844  é o nome botânico  de uma espécie de algas vermelhas pluricelulares do gênero Amphiroa.
- São algas marinhas encontradas na Europa, ilhas do Oceano Atlântico, África e sudoeste da Ásia.

## Sinonímia
- Lithothamnium rubrum Philippi, 1837
- Corallina verrucosa Zanardini, 1840
- Amphiroa rubra (Philippi) Woelkerling, 1983